# Karel Bříza
Karel Bříza (14. října 1926 Krucemburk – 9. prosince 2001 Praha) byl římskokatolický kněz, řeholník – redemptorista, hudební skladatel, varhaník a varhanář (jeho první varhany jsou v kostele sv. Martina v pražských Řepích).

## Život

### Mládí
Narodil se v Krucemburku na Vysočině v roce 1926. V mládí vstoupil do kongregace redemptoristů a studoval v řádovém juvenátě, který sídlil na zámku v jihočeské vsi Libějovice. Kongregace ale byla po roce 1948 v nepříznivém postavení, jako ostatně všechny řeholní řády v ČSR. Vše vyvrcholilo záborem klášterů (Akce K) v roce 1950 a internací řeholních osob, které neušel ani Karel Bříza. Byl internován na Hoře Matky Boží u Králík a posléze krátce v Hájku u Prahy.

### Knězem
V té době byl povolán (tak jako řada mladých kleriků) na vojnu – na Slovensko k útvarům PTP. Během vojenské služby se stala zásadní událost jeho života. Dne 15. září 1951 přijal tajně kněžské svěcení (v době mimořádné dovolené, spolu s ním byl tajně svěcen další redemptorista – P. Břetislav Vaněk CSsR). Z vojny byl propuštěn v roce 1953.
Karel Bříza začal studovat v Brně kompozici u prof. Josefa Blatného a v městečku Oslavany vedl dětský sbor. Jelikož představitelům tehdejšího režimu se to nelíbilo, dali mu na výběr, zda se zřekne sboru, nebo půjde do vězení. P. Karel zvolil první možnost a vrátil se do Krucemburku, kde pak pracoval v lese jako dělník. Kromě práce v lese se též věnoval opravám varhan v širokém okolí.

### Návrat na Svatou Horu
V době politického uvolnění let 1968–1969 vznikla na Svaté Hoře pod ochrannými křídly P. Olšara poloilegální redemptoristická komunita, protože redemptorističtí kněží přicházeli na Svatou Horu coby kaplani. V té době sem přišel i P. Karel Bříza.
Jelikož neměl státní souhlas k výkonu kněžské služby, fungoval při svatohorské basilice jako varhaník a kněžské funkce vykonával soukromým způsobem. Vedl zde dva pěvecké sbory, se kterými pravidelně doprovázel bohoslužby. Členům sboru také poskytoval duchovní vedení, tajně je zpovídal a podobně.
V roce 1969 o 1. neděli adventní byla do liturgie poprvé po staletích latiny zavedena čeština. Pater Bříza komponoval hojně hudbu s českými texty. V této době také vzniklo dodnes často používané tzv. „Břízovo ordinárium“ (Jednotný kancionál č. 503, Mešní zpěvy str. 530), čili notace základních liturgických textů (Kyrie, Gloria, Credo, Sanctus a Agnus Dei). Rovněž napsal řadu „proprií“, čili zhudebněných textů k bohoslužbě slova ve Mši svaté.

### Po roce 1989
V roce 1991 se mohl vrátit na Svatou Horu. Fungoval jako regenschori i jako kněz, i když jeho zdravotní stav se neustále zhoršoval. Trápily jej mimo jiné i bércové vředy. Zpočátku se o něj staraly řeholnice vincentky. Když ze Svaté Hory odešly, odebral se P. Bříza do kněžského domova ve Staré Boleslavi.
Ve Staré Boleslavi upadl a utrpěl zlomeninu krčku. Byl záhy převezen do nemocnice Na Homolce v Praze, kde pobyl až do své smrti. Zemřel 9. prosince 2001. Pohřeb proběhl o šest dní později na Svaté Hoře a P. Bříza byl po pohřebních obřadech uložen do redemptoristické hrobky na hřbitově v Příbrami.